# Felix Henkelhausen
Felix Henkelhausen (* 1995 in Oldenburg (Oldenburg)) ist ein deutscher Jazzmusiker (Kontrabass, Komposition).

## Leben und Wirken
Henkelhausen erhielt bereits in jungen Jahren klassischen Klavier- und Cellounterricht. Mit 14 Jahren entdeckte er den Kontrabass. Er spielte in der Schulbigband des Herbartgymnasiums Oldenburg und gründete mit Artemiy Kosarev und Hauke Winkler die Jazzformation „Hier und Jazz“. Ab 2011 spielte er im niedersächsischen Jugendjazzorchester „WindMaschine“. Im Alter von 16 Jahren begann er zudem sein Vorstudium an der Hochschule für Künste Bremen bei Detlev Beier. 2014 zog er nach Berlin, wo er am Jazz-Institut Berlin bei Greg Cohen und Marc Muellbauer studierte.
Henkelhausen stellte sich 2019 mit einem Septett in RBB Kultur vor, wo Ulf Drechsel ihn zu den Aktivposten der Berliner Jazzszene zählte. Er gründete ein eigenes Quintett mit Wanja Slavin, Uli Kempendorff, Elias Stemeseder und Leif Berger, mit dem er 2021 das Album Misanthropic Tendencies bei Blackbird Music veröffentlichte, das von der Kritik einhellig gelobt wurde. Hans-Jürgen Schaal meinte etwa: „Selten gab es ein Debütalbum, das so gekonnt aufs Ganze ging. Ein Meisterwurf.“ Gemeinsam mit dem Pianisten Valentin Gerhardus und dem Schlagzeuger Marius Wankel bildete er das kollaborative Klaviertrio Fare, das 2024 bei Enja zwei Alben unter dem Tiel Ant Mills veröffentlichte.
Weiterhin spielte Henkelhausen im Quartett mit Philipp Gropper, Luca Aaron und Jim Black, in Nate Wooleys Knknighgh, in Liun and the Science Fiction Orchestra, Stefan Schultze Large, Jim and the Shrimps, Bram de Looze Trio feat. Eric McPherson und im Quintett von Peter Gall, mit dem er 2021 den BMW Welt Jazz Award erhielt. 2020 erhielt er mit dem Trio Slavin/Henkelhausen/Merk den Neuen Deutschen Jazzpreis. Er trat zudem mit Oliver Steidle, Pablo Held, Gebhard Ullmann, Florian Menzel, Tobias Delius, Marc Copland, Jochen Rückert, Lotte Anker, Andrea Parkins und Achim Kaufmann auf. Er tourte in West- und Osteuropa und ist auch auf Alben von Lorenz Kellhuber, Mirna Bogdanović, OUXPO, Mark Pringle, Julius Windisch, Evi Filippou und Jim Black (Ain’t No Saint, 2023) zu hören.